# Siversk
Siversk (Oekraïens: Сіверськ, Russisch: Северск, Seversk) is een stad in de Oekraïense oblast Donetsk. De stad telde in 2025 520 inwoners.
De economie van Siversk is van oudsher gebaseerd op de winning en verwerking van dolomiet. In januari 2022 had het een geschatte bevolking van 10.875. Tijdens de Russisch-Oekraïense oorlog was het plaats van herhaaldelijke gevechten, waardoor de economische en demografische neergang die de stad sinds de jaren negentig doormaakte, werd versneld. De gevechten om de stad tijdens de slag om de Donbas in 2022 van de Russische invasie van Oekraïne verwoestten een groot deel van de stad en er waren in juli 2023 nog maar ongeveer 1000 mensen in de stad over. Het is het administratieve centrum van de stedelijke hromada van Siversk, een van de hromada's van Oekraïne.